# CSKA-2 Moskwa (piłka nożna)
CSKA-2 Moskwa (ros. Футбольный клуб «ЦСКА-2» Москва, Futbolnyj Kłub "CSKA-2" Moskwa) – rosyjski klub sportowy z siedzibą w Moskwie, znany głównie z sekcji piłki nożnej, koszykówki, siatkówki i hokeja na lodzie (artykuł opisuje klub piłkarski), druga drużyna piłkarzy.

## Historia
Chronologia nazw:
- 1936—1940: CDKA-2 Moskwa (ros. «ЦДКА-2» Москва)
- 1945—1951: CDKA-d Moskwa (ros. «ЦДКА-д» Москва)
- 1951—1957: CDSA-d Moskwa (ros. «ЦДСА-д» Москва)
- 1957—1960: CSK MO-d Moskwa (ros. «ЦСК МО-д» Москва)
- 1960—1997: CSKA-d Moskwa (ros. «ЦСКА-д» Москва)
- 1998—...: CSKA-2 Moskwa (ros. «ЦСКА-2» Москва)

Piłkarska druga drużyna CDKA-2 została założona w 1936 w Moskwie.
W 1936 uczestniczyła w rozgrywkach Pucharu ZSRR.
W latach 1945–1991 już jako CDKA-d Moskwa, CDSA-d Moskwa, CSK MO-d Moskwa, CSKA-d Moskwa występowała w turnieju drużyn rezerwowych Mistrzostw ZSRR.
W Mistrzostwach Rosji klub startował w Drugiej Lidze, strefie 3, w której występował do 1993, a potem do 1997 występował w Trzeciej Lidze, strefie 3.
Od 2001 występuje w turnieju drużyn rezerwowych Mistrzostw Rosji.